# Aiden Shaw
Aiden Shaw (22 de febrero de 1966, Harrow, Londres) es un escritor, actor, profesor de inglés y modelo; anteriormente fue modelo y actor pornográfico.

## Biografía
En 1984, a los 18 años, se matriculó en un curso de artes visuales en Brighton College.
En 1991 escribió "Aiden", una colaboración con sede en Nueva York del artista Marcos Beard.
En 1996, Shaw escribió una novela semiautobiográfica, Brutal. 
En 1997 se publicó una colección de sus pooemas, If Language at the Same Time Shapes and Distorts Our Ideas and Emotions, How Do We Communicate Love?. A partir de ahí se dedica a escribir, componer, a ser poeta y cantante.
En 1998, el nombre de Aiden Shaw se le dio al personaje de John Corbett en la comedia-drama de HBO Sex and the City.
En 2000 escribió "Boundaries". El mismo año apareció en una película llamada Kiss Kiss Bang Bang.
En 2001 escribió "Wasted"
En 2002 "Caído" (edición española de "Wasted")
En 2006 escribió "My Undoing"
En 2009 escribió "Sordid Truths"
En 2011, Shaw entrenados para convertirse en un profesor de Inglés calificado. El mismo año se le pidió que modelara para la revista GQ en Berlín. Fue en esta publicación, que fue descubierto por y firmado a SUCCESS MODELS en París. 
En la actualidad, reside en Madrid, donde está representado por la administración SIGHT.

## Trabajos

### Videografía
- Kiss Kiss Bang Bang

### Trabajos Publicados
- Brutal (Millivres Books, 1996) ISBN 1-873741-24-3
- If Language at the Same Time Shapes and Distorts Our Ideas and Emotions, How Do We Communicate Love? (The Bad Press, 1997) ISBN 0-9517233-4-0
- Boundaries (Brighton: Millirowler Group, 1999) ISBN 1-873741-48-0
- Wasted (Brighton: Millivres Prowler Group, 2002) ISBN 1-902852-34-6
- My Undoing: Love in the Thick of Sex, Drugs, Pornography, and Prostitution (New York: Carroll & Graf, 2006) ISBN 0-7867-1743-2